# Magyar humoristák listája
Az alábbi lista magyar humoristák, élcszerzők nevét tartalmazza:
- Abody Béla
- Ács Fruzsina
- Ágai Adolf
- Angyal János
- Antal Imre
- Aradi Tibor
- Aranyosi Péter
- Ayala (Illés István)
- Árkus József
- Bach Szilvia
- Badár Sándor
- Badár Tamás
- Bagi Iván
- Bajor Andor
- Bajor Imre
- Balázs Péter
- Bács Miklós
- Bálint Ferenc
- Benedek Tibor, Zacsek alakítója
- Beleznay Endre
- Beliczai Balázs
- Bellus István
- Benk Dénes
- Békeffi István
- Békeffi László
- Bihari Gellért
- Bödőcs Tibor
- Böröczky József
- Boncz Géza
- Brachfeld Szigfrid
- Brindisi (Sinka István)
- Bruti (Tóth Imre)
- Csenki Attila
- Csorba István
- Dargay Attila
- Darvas Szilárd
- Déri János
- Dolák-Saly Róbert
- Dombóvári István
- Elek Péter
- Éles István
- Erdei Sándor, "Rokker Zsoltti"
- Fábry Sándor
- Farkasházy Tivadar
- Feleki László
- Felméri Péter
- Forgács Gábor
- Föld S. Péter
- Fülöp Viktor
- Galambos Szilveszter
- Galla Miklós
- Garas Dezső
- Gábor Andor
- Gádor Béla
- Gálvölgyi János
- Gyárfás L. Miklós
- Hadházi László, rádiós műsorvezető és humorista
- Hajdú Balázs
- Hajós András, zenész és humorista, egykori műsorvezető
- Halász László
- Hámos György
- Heilig Gábor
- Heller Tamás
- Hofi Géza
- Horváth Tivadar
- Hudi Kristóf
- Ihos József
- Janklovics Péter
- Kabos László "Kiskabos"
- Kabos Gyula
- Kaposy Miklós
- Karinthy Ferenc
- Karinthy Frigyes
- Kazal László
- Kállai István
- Kellér Dezső
- Kern András
- Kertész Richárd "Ricsifiú"
- Kibédi Ervin
- Király Dezső
- Királyhegyi Pál
- Efrájim Kishon (Kishont Ferenc)
- Kiss Ádám
- Kiss Ferenc
- Koltai Róbert
- Komlós János, a Lujza-Jenő sorozat szerzője
- Koós János
- Kormos Anett
- Kovács András Péter "KAP"
- Köleséri Sándor
- Körmendi János
- Kövesdi Miklós Gábor
- Kőhalmi Zoltán
- Kristóf Károly
- Kuhár Bence
- Kun Erzsébet
- Kübler Dániel
- Laár András
- Lehr Ferenc
- Litkai Gergely
- Lorán Barnabás, "Trabarna"
- Maczkó Ádám
- Magyari Tivadar
- Majláth Mikes László
- Makai József
- Maksa Zoltán
- Markos György
- Markos József, Alfonzó
- Marton Frigyes
- Medved Viktor
- Megyesi Gusztáv
- Mikes György (humorista, 1912–1987)
- Mikes György (humorista, 1929–1986)
- Mogács Dániel, színész-humorista
- Moldova György
- Nacsa Olivér
- Nádas György
- Nagy Bandó András
- Nagy Endre
- Nóti Károly
- Orbán Sándor
- Orosz György
- Örkény István
- Ősz Ferenc
- Pál Zoltán
- Para-Kovács Imre
- Pataki Balázs
- Peterdi Pál
- Petrik Balázs
- Polgár Péter
- Pólyán József
- Radványi Barna
- Rácz Tamás
- Rákosi Viktor
- Ráskó Eszter
- Rejtő Jenő
- Rekop György
- Romhányi József "A rímhányó"
- Salamon Béla
- Sándor György, a „humoralista”
- Sas József
- Selmeczi Tibor
- Sinkó Péter
- Smuzewitz Ilona
- Somogyi András
- Somogyi Pál
- Soós András
- Stanley Steel (Pál Tamás)
- Straub Dezső (színművész)
- Szászi Móni (A L’art pour l’art Társulat tagja)
- Szabó Balázs Máté
- Szabó Kristóf
- Szabó-Erdélyi Mihály
- Szegedi Molnár Géza
- Szenes Andor
- Szenes Béla
- Szenes Iván
- Szép Bence
- Szikra László
- Szilágyi György
- Szőke András
- Szőke Szakáll (er. Gerő Jenő)
- Szöllősy-Csák Gergely
- Szupkay Viktor "Maciarc"
- Tabi László
- Tahi Tóth László
- Tardos Péter
- Tényi Anett
- Timár György
- Tóth Edu
- Tóth Szabolcs
- Tóth Tibor
- Trunkó Barnabás
- Ürmös Zsolt
- Vadnay László vagy Vadnai László,   Hacsek és Sajómegteremtője
- Valtner Miklós
- Váncsa István
- Váradi János
- Varga Ferenc József
- Verebes István
- Voga–Turnovszky-duó
- Vrabély Armand
- Zabolai Margit Eszter
- Zana József
- Zsók Levente

## Külső hivatkozások
- Magyar Rádió humorpanoptikum
- Humorista Blog